# Stefano Di Carlo
Stefano Di Carlo (né le 15 août 1987 à Teramo) est un coureur cycliste italien.

## Biographie
Chez les amateurs, Stefano Di Carlo se distingue par ses qualités de grimpeur en remportant notamment la Cronoscalata Gardone Val Trompia-Prati di Caregno en 2009 (UCI 2.2) et en 2011, ainsi que la course Trento-Monte Bondone. 
En 2012, il est engagé en tant que stagiaire par l'équipe continentale professionnelle Aqua & Sapone. Il est cependant suspendu deux ans par le Tribunal national antidopage (TNA) en raison d'un contrôle positif au stanozolol lors du Girobio, disputé au mois de juin.

## Palmarès
- 2008
  - 3e du Trofeo SS Addolorata
- 2009
  - Cronoscalata Gardone Val Trompia-Prati di Caregno
  - Mémorial Filippo Micheli
- 2010
  - Trofeo Salvatore Morucci
  - 3e du Circuito Valle del Resco
- 2011
  - Trento-Monte Bondone
  - Cronoscalata Gardone Val Trompia-Prati di Caregno
  - 2e du Trofeo Salvatore Morucci
- 2012
  - Mémorial Secondo Marziali
  - 3e du Grand Prix Santa Rita
  - 3e de la Cronoscalata Gardone Val Trompia-Prati di Caregno

## Classements mondiaux
| Année           | 2008 |
| --------------- | ---- |
| UCI Europe Tour | 812e |